# Middleburgh (hrabstwo Schoharie)
Middleburgh – wieś w Stanach Zjednoczonych, w stanie Nowy Jork, w hrabstwie Schoharie.